# Alessandra Arachi
Alessandra Arachi, née le 6 novembre 1964 à Rome, est une écrivain et journaliste italienne.

## Œuvres
- Briciole - Storia di un'anoressica, Feltrinelli (1994)
- CS Leoncavallo Blues (1995)
- Unico indizio: la normalità. L'Italia a sud dell'Italia, Feltrinelli (1997)
- Lunatica. Storia di una mente bipolare, Rizzoli (2006)
- E se incontrassi un uomo perbene?, Sonzogno (2007)
- Coriandoli nel deserto, Feltrinelli (2012)
- Non più briciole, Longanesi (2015)

## À noter
Atteinte de trouble bipolaire, elle parle de ses problèmes psychologiques dans Lunatica.

## Source
- (it) Cet article est partiellement ou en totalité issu de l’article de Wikipédia en italien intitulé « Alessandra Arachi » (voir la liste des auteurs).